# 2025年牙買加大選
2025年牙買加大選（英語：Next Jamaican general election）定於2025年舉行。

## 背景
牙買加法律和憲法事務部長馬琳·馬拉胡·福特表示，牙買加將在下次大選前成為共和國。

## 選舉制度
牙買加眾議院的63名議員是在單一選區通過多數票當選的方式選出的。牙買加選民必須年滿18歲，並且是牙買加公民或大英國協公民。
在牙買加眾議院獲得多數支持的政黨領導人被牙買加總督任命為牙買加總理組建政府。